# Alfred N. Richards

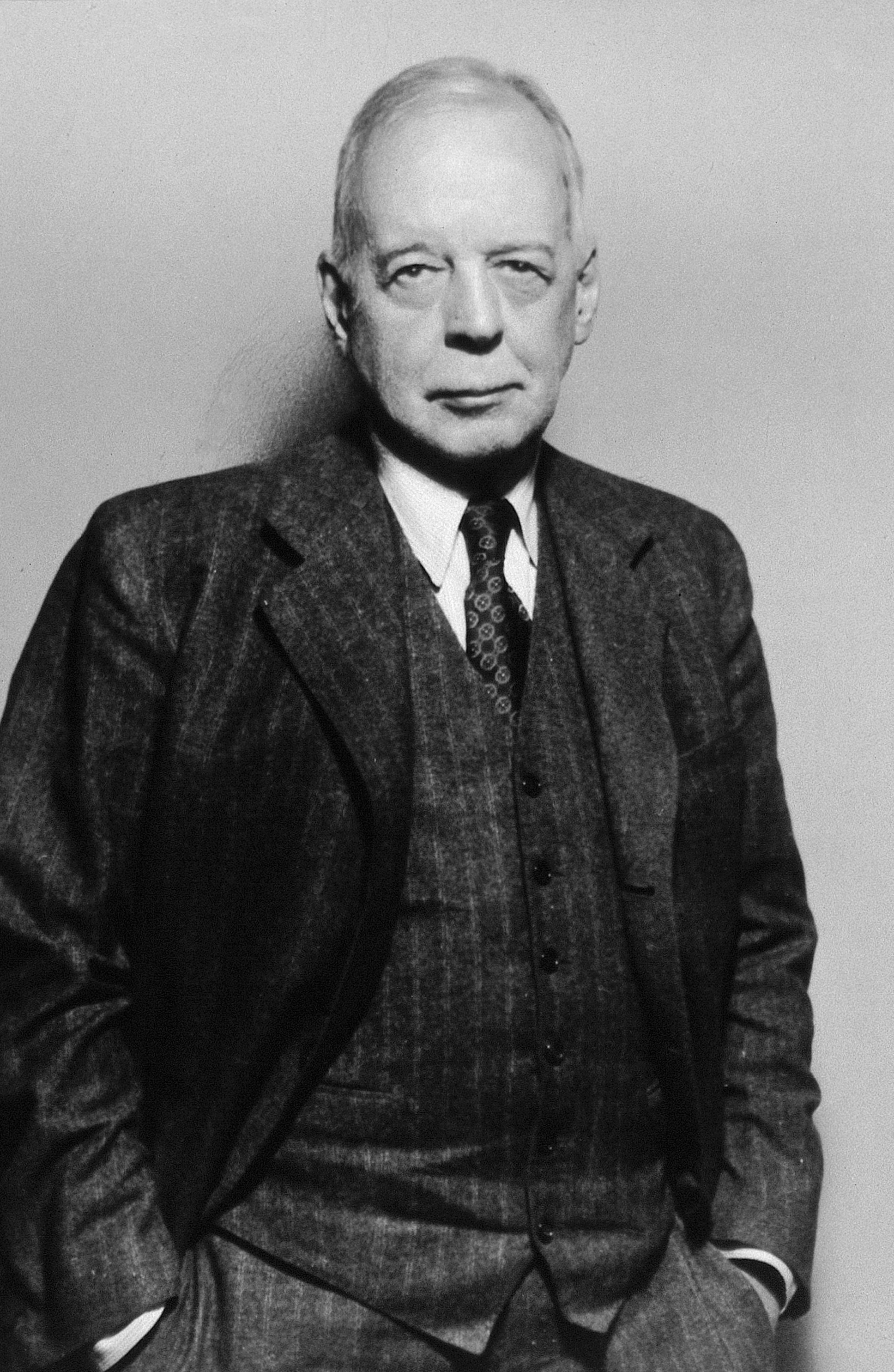
Alfred Newton Richards 1954

Alfred Newton Richards (* 22. März 1876 in Stamford, New York; † 24. März 1966 in Bryn Mawr, Pennsylvania) war ein US-amerikanischer Pharmakologe. Er ist vor allem für seine Arbeiten zur Physiologie der Niere und für seine Verdienste um die Entwicklung der medizinischen Forschung der Vereinigten Staaten im Zweiten Weltkrieg bekannt.

## Leben und Wirken
Richards war der jüngste von drei Söhnen eines presbyterianischen Predigers in Stamford, New York und wuchs unter ärmlichen Bedingungen auf. Alfred Richards studierte ab 1893 am Yale College, wo er 1897 einen Abschluss in Chemie machte und Vorlesungen bei Russell Henry Chittenden in Biochemie hatte. Chittenden vermittelte Richards ein Stipendium für ein Jahr, um an der Sheffield Scientific School, aus der später die medizinische Fakultät der Yale University wurde, Biochemie zu studieren. 1898 übernahm Richards eine Stelle als Tutor (vergleichbar einer wissenschaftlichen Hilfskraft) für Biochemie am College of Physicians and Surgeons der Columbia University in New York City, die ihm erlaubte, seinen Lebensunterhalt zu bestreiten, bis er 1901 bei William John Gies mit der Arbeit The  Composition of  Yellow  Elastic  Connective  Tissue seinen Ph.D. in Biochemie erwarb.
Nach seiner Promotion arbeitete Richards ein Jahr bei Christian Archibald Herter. Hier lernte Richards auch George B. Wallace († 1949) kennen, mit dem ihm dann eine lebenslange Freundschaft verband. Ab 1903 übernahmen beide eine Tätigkeit als Tutor für Pharmakologie, Richards weiter an der Columbia University, Wallace am University and Bellevue Hospital Medical College, der damaligen medizinischen Fakultät der New York University. Beide unternahmen 1903 eine Reise nach Europa, um sich bei Oswald Schmiedeberg und Franz Hofmeister an der Universität Straßburg auf die neue Tätigkeit vorzubereiten. Während dieser Zeit arbeitete Richards mit John Howland und David Edsall über Stoffwechselstörungen bei Kindern und deren Beeinflussung durch Giftstoffe.
1908 übernahm Richards eine Stelle als Professor für Pharmakologie an der Northwestern University in Chicago, 1910 an der University of Pennsylvania, wo er seine neuen Methoden der experimentellen und klinischen Pharmakologie etablierte. Gemeinsam mit Cecil K. Drinker entwickelte er einen Apparat zur Perfusion („Durchblutung“) von isolierten Organen. Mit seiner Hilfe vollführte er erste Experimente zur Physiologie der Harnproduktion der Niere und zu ihrer pharmakologischen Beeinflussbarkeit durch Coffein oder Adrenalin.
Von 1910 bis 1914 war Richards Herausgeber des Journal of Biological Chemistry.
Nach dem Eintritt der Vereinigten Staaten in den Ersten Weltkrieg wurde Richards eingeladen, sich an Arbeiten von Richard Dale zur Pathophysiologie des traumatischen Schocks zu beteiligen. Die Arbeiten führten zu wichtigen Erkenntnissen zur Wirkung des Histamin auf die Weite der Kapillaren. Juli 1918 wurde er im Range eines Majors an die Front nach Chaumont in Frankreich entsandt, um Probleme der chemischen Kriegsführung zu untersuchen. Im Dezember 1918 wurde Richards ehrenvoll aus der U.S. Army entlassen und nahm sofort wieder seine Lehr- und Forschungstätigkeiten auf, die er eng miteinander verwob.
Richards Experimente zur Nierendurchblutung und Urinproduktion sowie mikroskopischen Beobachtung des Nierengewebes und chemischen Analyse des Primärharns unter dem Einfluss von verschiedenen Konzentrationen von Adrenalin brachen dem heutigen Verständnis der Urinregulation durch afferente und efferente Gefäße der Glomerula und der glomerulären Filtration, tubulären Rückresorption und Sekretion bahn. Gleichzeitig trieb er die Entwicklung der Pharmakologie als Fach der klinischen Medizin voran. Zahlreiche Erkenntnisse zur Physiologie der Niere sind mit Richards und seiner Arbeitsgruppe verknüpft.
1941 übernahm Richards die Aufgabe als Vorsitzender des Komitees für medizinische Forschung innerhalb des Office of Scientific Research and Development, einer Behörde der US-amerikanischen Regierung zur Koordinierung der Forschung zu militärischen Zwecken während des Zweiten Weltkrieges. Hier machte er sich um die Massenproduktion von Penicillin, um die wissenschaftliche Zusammenarbeit mit Forschern aus Großbritannien, Kanada und Australien und um die Erforschung von Mitteln gegen Malaria beziehungsweise Insekten, um die Bekämpfung weiterer Infektionskrankheiten und um die Transfusionsmedizin verdient.
Seine Professur an der University of Pennsylvania behielt Richards bis 1948. Von 1947 bis 1950 war er Präsident der National Academy of Sciences. Seine Tätigkeit war von der Neuorganisation des Wissenschaftsbetriebs nach dem Zweiten Weltkrieg und im Übergang zum Kalten Krieg geprägt. So verantwortete er die Gründung der National Science Foundation als Einrichtung zur Mobilisierung von Wissenschaftskapazitäten im Notfall, die Unterstützung der ozeanographischen Forschung des Woods Hole Oceanographic Institution auch zu Zwecken der United States Navy und ihrer U-Boot-Waffe sowie die Tätigkeit der Atomic Bomb Casualty Commission in Japan.
Richards war seit 1908 mit Lillian Woody verheiratet. Das Paar hatte einen Sohn († 1962).

## Auszeichnungen (Auswahl)
- 1927 Mitglied der National Academy of Sciences[2]
- 1933 Kober Medal der Association of American Physicians
- 1934 Mitglied der American Academy of Arts and Sciences[3]
- 1935 Mitglied der American Philosophical Society[4]
- 1938 Croonian Lecture:[5] Processes of urine formation.[6]
- 1942 Auswärtiges Mitglied der Royal Society[5]
- 1946 Albert Lasker Public Service Award[7]
- 1947 Ehrenmitglied (Honorary Fellow) der Royal Society of Edinburgh[8]
- 1948 Commander of the Order of the British Empire (CBE)[5]
- 1952 Jessie Stevenson Kovalenko Medal: For his outstanding contributions to medical science over a period of a half-century, both as an investigator and as a research executive and administrator. („Für seine herausragenden Beiträge zur medizinischen Forschung über mehr als ein halbes Jahrhundert, sowohl als Forscher als auch Forschungsleiter und -verwalter.“)[9]

Richards erhielt Ehrendoktorate der University of Pennsylvania (1925), der Western Reserve University (1931), erneut der University of Pennsylvania (M.D., 1932), der Yale University (1933), der  University of Edinburgh (1935), der Harvard University (1940), der Columbia University (1942), der Roger Williams University (1943), der Princeton University (1946), der Johns Hopkins University (1949), der Université catholique de Louvain (1949), der New York University (1955) und der Rockefeller University (1960).